# East End Lions Football Club
L'East End Lions F.C. è una società calcistica di Freetown, Sierra Leone. Fondata nel 1928, milita nella Sierra Leone National First Division, la massima divisione del campionato nazionale. I colori sociali sono il rosso ed il nero.

## Rosa attuale

### Rose passate
- East End Lions F.C. 2011-2012

## Palmarès

### Competizioni nazionali
- Sierra Leone National Premier League: 12

1977, 1980, 1985, 1992, 1993, 1994, 1997, 1999, 2005, 2009, 2010, 2019
- Sierra Leonean FA Cup: 3

1965, 1973, 1980, 1989

### Altri piazzamenti
- Sierra Leonean FA Cup:

Finalista: 2014

## Partecipazioni nella Caf Champions League
- CAF Champions League: 4 partecipazioni

1998 - turno preliminare
2006 - turno preliminare
2010 - turno preliminare
2011 - turno preliminare
- African Cup of Champions Clubs: 3 partecipazioni

1981: primo turno
1986:
1994: primo turno